# هوشنگ نصیرزاده
هوشنگ نصیرزاده (زادهٔ ۱ خرداد ۱۳۳۶ در بهبهان) داور سابق، کارشناس داوری و مدرس دوره‌های مدیریت فوتبال اهل ایران است. وی مدیر عامل فعلی باشگاه فولاد خوزستان می باشد.
او تحصیلات ابتدایی و متوسطه را در شهرهای سوسنگرد، اهواز و مسجد سلیمان گذرانده. لیسانس مدیریت دولتی دارد و دارای ۴ مدرک بین‌المللی از فیفا در زمینه مدیریت ساختار تشکیلات فوتبال و اداره باشگاه‌هاست. از سال ۱۳۶۱ داوری را در خوزستان با درجه سه شروع کرد و در سال ۱۳۷۶ با درجه ملی، داوری را کنار گذاشت و از آن پس به عنوان کارشناس امور داوری و حقوقی فوتبال شناخته می‌شود. از سال ۱۳۷۸ به عنوان مدرس دوره‌های مدیریت فوتبال با فدراسیون همکاری کرده است. 